# Jacques van der Meij
Jacobus Hendricus Mattheus (Jacques) van der Meij (Amsterdam, 2 januari 1888 – Oosterhout, 2 januari 1969) was een Nederlandse glazenier, schilder en beeldhouwer.

## Leven en werk

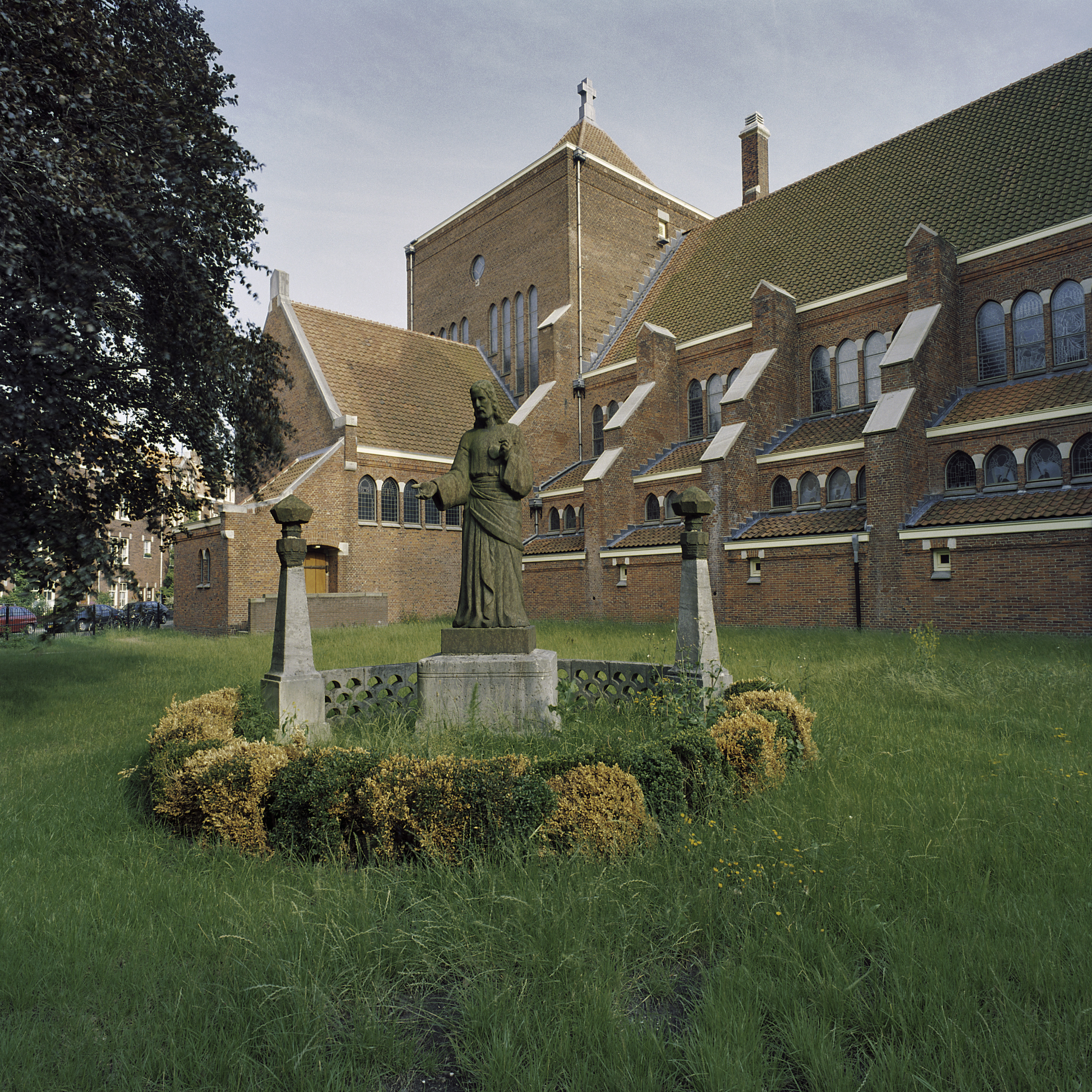
Heilig Hartbeeld (Watergraafsmeer) (1955)

Van der Meij was een leerling van Antoon Derkinderen en studeerde aan de Rijksakademie van beeldende kunsten (1907-1910) in Amsterdam. Na zijn studie vestigde hij zich als benedictijner monnik in de Sint-Paulusabdij in Oosterhout. Van der Meij maakte christelijk religieus werk voor diverse kerken, zoals muurschilderingen en glas-in-loodramen.
Hij overleed op zijn 81e verjaardag.

## Werken (selectie)
- Glas in lood en beeldhouwwerk voor de Sint-Paulusabdij in Oosterhout
- 1927-1929 Beeldhouwwerk (Christus in de mandorla, de twaalf apostelen boven het hoogaltaar en beelden van Maria en Jozef bij de triomfboog) en glas in lood voor de Martelaren-van-Gorcumkerk (Amsterdam)
- 1955 Heilig Hartbeeld (Watergraafsmeer)

- Biografisch Portaal: 47660518
- RKD-Nederlands Instituut voor Kunstgeschiedenis: 54908